# リチャード・ベイカー
L・リチャード・ベイカー3世（L. Richard Baker III）は、アメリカ合衆国の作家、ゲームデザイナー。ダンジョンズ&ドラゴンズのキャンペーンセッティングを手掛けた。

## 生い立ち
ベイカーはフロリダで生まれ育ち、10歳の時に家族と共にニュージャージーに移り住んだ。1988年にヴァージニア工科大学を卒業し、英語の学位を取得した。後にアメリカ海軍少尉に任官し、USSトルトゥーガで3年間甲板部士官として勤務した。彼は水上戦士官の資格を取り、海軍を去る頃には中尉となっていた。大学時代の恋人キム・ロールバックと結婚し、アレックスとハンナという2人の娘がいる。

## キャリア
ベイカーは新しいキャリアを探し始め、TSRでそれを見つけた。
1991年にTSRに入社した後、1998年までに30以上のゲーム製品と多くの雑誌記事を出版した。ベイカーは、スペルジャマーの「Rock of Bral」や、フォーゴトン・レルム、プレインスケープ、レイヴンロフトなどゲーム製品の執筆からスタートした。ベイカーとコリン・マッコームは「バースライト」のキャンペーン設定を共同でデザインした。「Birthright Campaign Setting」セットは、オリジン賞の「Best New Role-Playing Supplement」を受賞した。「私はこの作品をとても誇りに思っている。これは伝統的なファンタジー・ロールプレイング・キャンペーンに対する全く新しいアプローチを表しており、世界そのものが強い歴史的感覚に満ちている」と語っている。ベイカーはまた、AD&D第2版マニュアルのPlayer's Optionシリーズの開発を監督し、「World Builder's Guidebookの仕事は非常に楽しかった」と述べている。

ベイカーはその後、SFゲーム『Alternity』を共同デザインした。
『Alternity』はTSRがまだ活動している間に完成し、Amazing Engineに代わって同社の一般的なSFRPGシステムとなる予定だったが、結局リリースされなかった。後に、TSRを買収したウィザーズ・オブ・ザ・コーストがこのゲームを発売した。ベイカーは『Star*Drive』や『Dark•Matter』など『Alternity』向けキャンペーン・セッティングにも取り組み、一時期クリエイティヴ・ディレクターを務めた。他にもベイカーは、様々なセッティングの小説もいくつか書いている。
彼の主なゲーム作品には、『ダンジョンズ＆ドラゴンズ』（第3版、第4版）、『Axis & Allies Miniatures』、『Axis & Allies Naval Miniatures: War at Sea』、および数多くのD&Dのアドベンチャーやソースブックがある。
ベイカーはニュージャージー州の後、ヴァージニア州、ロードアイランド州、再びヴァージニア、ルイジアナ州、3度目のヴァージニア、ウィスコンシン州と移り住み、現在はワシントン州オーバーンに妻のキム、2人の娘、猫と住んでいる。ゴールデンエイジSFとフィラデルフィア・フィリーズのファン。
ベイカーはWotCのフォーゴトン・レルムと第3版D&Dのコア・アクセサリ・ブックの中心人物であり、フェイルーン大陸とその地を舞台にした小説の著者でもある。彼はまた、WotCウェブサイトのフォーラムでフォーゴトン・レルムに関する質問に答えていた。
ベイカーは、ジェームズ・ワイアット、マシュー・サーネット、エド・スターク、ミシェル・カーター、ステイシー・ロングストリート、クリス・パーキンスからなるSCRAMJETチームを率いていた。このチームは、第4版の開発中にD&Dの設定と宇宙観を更新した。ベイカーとブルース・コーデルは、第4版D&Dのルールに基づいて『Gamma World』（2010年）の新作を執筆した。彼はまた、D&D第4版ダーク・サン・キャンペーン・セッティングのデザイン責任者でもあり、同版のゲームでは他にも多くの功績を残している。
2011年12月14日、ベイカーは自身のWizards.comのコミュニティ・ページで、WotCが彼の役職を廃し、彼が同社の社員ではなくなることを発表した。彼はフォーゴトン・レルムの小説の執筆を続ける可能性を認めており、同社のミニチュア・ラインのデザイン作業をフリーランスで続けることを希望していた。
2020年にベイカーは自身のブログで、コンピュータゲーム『The Elder Scrolls Online』のシニアライターとしてゼニマックス・オンライン・スタジオに参加することを発表した。

## バイオグラフィ

### フォーゴトン・レルム・アクセサリ・ブック/アドベンチャー・モジュール
- Unapproachable East (2003)
- Player's Guide to Faerûn (2004)

クリエイティヴ・ディレクター
- Magic of Faerûn (2001)
- Lords of Darkness (2001)
- Races of Faerûn (2003)

製作
- フォーゴトン・レルムワールドガイド/Forgotten Realms Campaign Setting (2001)
- Lords of Darkness (2001)
- Races of Faerûn (2003)
- Unapproachable East (2003)
- アンダーダーク/Underdark (2003)

### ダーク・サン・アクセサリ・ブック/アドベンチャー・モジュール
- Valley of Dust and Fire (1992)
- The Will and the Way: Psionicists of Athas (1994)
- Dragon's Crown (1993)
- Merchant House of Amketch (1993)

### その他ダンジョンズ&ドラゴンズ・アクセサリ・ブック/アドベンチャー・モジュール
- Player's Option: Spells & Magic|Spells & Magic (1996)
- World Builder's Guidebook (1996)
- Planescape Monstrous Compendium II (Planescape) (1999)
- 秘密の工房/The Forge of Fury (2000)
- Complete Arcane (2004)
- Tome of Battle (2006)
- 赤い手は滅びのしるし/Red Hand of Doom (2006)
- Lost Mine of Phandelver (2014)

### Gamma World7th Edition
- Gamma World Roleplaying Game Rulebook (with Bruce R. Cordell) (2010)
- Gamma World Roleplaying Game Expansion: Legion of Gold (with Bruce R. Cordell) (2011)

### 小説
- The Adventures
  - The Shadow Stone (1998)
- Double Diamond Triangle Saga
  - Easy Betrayals (1998)
- Star*Drive
  - Zero Point (1999)
- Birthright
  - The Falcon and the Wolf (2000 online publication )
- The Cities
  - The City of Ravens (2000)
- (R.A. Salvatore's) War of the Spider Queen
  - Condemnation (2003)
- The Last Mythal
  - Forsaken House (2004)
  - Farthest Reach (2005)
  - Final Gate (2006)
- Blades of Moonsea
  - The Swordmage (2008)
  - Corsair (2009)
  - Avenger (2010)
- Breaker of Empires
  - Valiant Dust (2017)
  - Restless Lightning (2018)
  - Scornful Stars (2019)

### ボードゲーム
- Risk Godstorm (2004)
- Ultimate Scheme (2017)